# Lycée Pasteur de São Paulo
Pour les articles homonymes, voir Lycée Pasteur.
Le Lycée International Français de São Paulo au Brésil accueille aujourd'hui 1200 élèves de la maternelle à la terminale.

## Historique
Au début du XXe siècle, intellectuels, professeurs et responsables d'universités et de centres culturels ont œuvré pour le développement des relations et échanges entre la France et le Brésil, sous l'auspice du Groupement des Universités et Grandes Écoles de France pour les Relations avec l'Amérique Latine.
A une époque où les entreprises françaises se développaient à São Paulo les énergies se fédérèrent pour qu'il existât dans la plus grande ville du pays un centre de rayonnement et de convergence entre les cultures françaises et brésiliennes. En 1923 était constituée la Société Civile Lycée Franco-Brésilien; la construction du bâtiment de la rue Mairinque débuta en 1921. À partir de 1941 le lycée adopta le nom de PASTEUR.
En raison de l'accroissement des effectifs, le cours bilingue franco-brésilien, fut installé en 1963 dans le bâtiment "CASA SANTOS DUMONT", rue Vergueiro, construit à cet effet. Le développement de la structure a conduit les responsables de la Fondation Pasteur, organisme gestionnaire du lycée, à amorcer pendant l'année 2006 une nouvelle étape de la vie et de l'organisation administrative du lycée. Un nouvel organisme gestionnaire, l'ABEF-SP (Association Franco Brésilienne pour l'Enseignement Français à São Paulo) a été créé, afin de gérer, à partir de la rentrée 2008, la section bilingue, toujours sur le même site, dans un établissement qui changera de nom et s'appellera lycée Français SANTOS DUMONT.
Cette évolution naturelle n'entraînera aucune modification pour le fonctionnement pédagogique, les réglementations, les tarifs, les horaires, les calendriers et l'accueil des élèves brésiliens, français et d'autres nationalités. Les liens, conventions et partenariats seront maintenus avec l'AEFE (Agence pour l'Enseignement Français à l'Etranger), le lycée Pasteur, les autorités françaises et brésiliennes.

## Fonctionnement général
La direction pédagogique est assurée par le proviseur, le proviseur adjoint et le directeur du primaire, personnels titulaires de l'Éducation Nationale, nommés par la France, et par le directeur et les coordonnateurs pédagogiques brésiliens, plus spécialement chargés des relations avec les autorités brésiliennes et du contrôle de la conformité des enseignements avec la réglementation locale.
Le lycée est juridiquement sous la responsabilité de la Fundação Liceu Internacional Francês de São Paulo.
Le lycée est aujourd'hui un établissement franco-brésilien, privé, de droit local, ayant passé une convention avec l'AEFE (Agence pour l'enseignement français à l'étranger). Cette convention, l'homologation par le ministère français de l'éducation nationale et le contrôle du ministère brésilien de l'éducation en définissent le fonctionnement pédagogique.

## Anciens élèves
- Patrick Floersheim
- Rita Lee
- Metrô
- Roger Moreira